# Dischidia cylindrica
Dischidia cylindrica är en oleanderväxtart som beskrevs av W. W. Smith. Dischidia cylindrica ingår i släktet Dischidia och familjen oleanderväxter. Inga underarter finns listade i Catalogue of Life.